# Alois Ranocha
Alois Ranocha (25. července 1914 Proskovice – 12. prosince 1941 Koncentrační tábor Mauthausen) byl český pedagog a protinacistický odbojář zavražděný v koncentračním táboře.

## Život
Alois Ranocha se narodil 25. července 1914 v Proskovicích na Ostravsku. Vystudoval učitelský ústav a po absolvování prezenční vojenské služby působil jako učitel na chlapecké měšťanské škole ve Vítkovicích. Po německé okupaci v březnu 1939 se zapojil do protinacistického odboje v řadách místní organizace Odboj. Mj. je znám tím, že po ukončení školního roku 1938/1939 věnoval žákům obrázky Tomáše Garrigua Masaryka s věnováním ,Provždy ať si vzpomínáš: Česká škola - vlasti stráž!. Za svou činnost byl 4. srpna 1941 zatčen getapem a po usnesení soudu odvezen do koncentračního tábora Mauthausen. Zde byl 12. prosince 1941 roztrhán psy. Po skončení druhé světové války mu byl prezidentem republiky in memoriam udělen Československý válečný kříž 1939.